# Relieve de Europa
Los relieves de Europa comprenden las llanuras y las montañas, donde transcurren ríos pocos caudalosos

## Montañas
- Macizos: Relieves redondeados, antiguos, erosionados y de poca altitud. Se sitúan en el centro y en el noroeste de Europa, entre los que se encuentran el Macizo Central Francés, los Montes Grampianos y la Cordillera Escandinava. Entre los ríos que discurren entre los macizos se encuentran el Loira, el Rin, el Sena o la Meseta castellana
- Montañas jóvenes: Relieves más recientes y menos erosionados. Ocupan casi todo el continente y sus paisajes son abruptos. Entre las montañas jóvenes se encuentran los Alpes, los Balcanes, los Cárpatos, el Cáucaso y los Pirineos. Entre los ríos que corren entre las montañas jóvenes se encuentran el Danubio y el Ródano.

## Llanuras
Entre las llanuras europeas destacan la llanura de Hungría y la llanura del Po. La Gran Llanura Europea es la forma de relieve más extensa de Europa, ocupando la mitad de su superficie, desde Bélgica y Holanda hasta los Montes Urales, continuando hasta Siberia, es decir, la totalidad de la Rusia europea. Es una zona de pequeñas colinas donde corren los ríos Dniéper, el Dniéster, el Don y el Volga.

## Costas
Entre las costas de Europa se distinguen las costas atlánticas y las costas mediterráneas, dependiendo del mar donde se bañen. Las costas de Europa son recortadas, debido al desgaste contra el agua.
Si las montañas llegan hasta el mar, aparecen costas elevadas con la aparición de acantilados. Un ejemplo de estas costas son la costa de Escocia, la costa de Noruega y las zonas del mar Cantábrico y del litoral mediterráneo. Si los relieves son llanos y también llegan hasta el mar, destacan las costas bajas, y además los ríos forman deltas fluviales. Un ejemplo de estas costas son la costa de Alemania, la costa de Dinamarca y la costa de Holanda.
Las costas atlánticas engloban las costas del mar Báltico, el mar Cantábrico y el mar del Norte. Destacan la península Escandinava, la península de Jutlandia y los montes Peninos. Las costas mediterráneas presentan arcos, como se puede comprobar en la península ibérica, la península itálica y la península balcánica. Entre las islas se encuentran las Islas Baleares, Córcega, Cerdeña, Sicilia, las islas Cícladas, Malta, Creta, Rodas y Chipre. Entre los mares se encuentran el Mar Tirreno, el Mar Adriático, el Mar Jónico y el Mar Egeo.